# Тормосиновский район
Тормосиновский район — административно-территориальная единица в составе Сталинградского края и Сталинградской области, существовавшая в 1935—1950 годах. Центр — хутор Тормосин.
Тормосиновский район был образован в составе Сталинградского края 25 января 1935 года из частей Котельниковского и Нижне-Чирского районов.
В состав района вошли сельсоветы Нижне-Чирского района Алешкинский, Белозерский, Беляевский, Ватажинский, В. Аксеновский, Генераловский, Захаровский, Лозной, Морской, Н. Гнутовский, Подольховский, Попов 1, Степано-Разинский, Тормосиновский, а также Балабановский, Комаровский и Чапуринский с/с Котельниковского района.
29 января 1935 года Чапуринвский, Комаровский и Балабановский с/с были переданы в Верхне-Курмоярский район.
5 декабря 1936 года Тормосиновский район вошёл в Сталинградскую область.
5 апреля 1950 года был упразднён Степано-Разинский с/с, а 14 июня Подольховский с/с.
13 сентября 1950 года Тормосиновский район был упразднён, а его частично территория разделена между Чернышковским и Нижне-Чирским районами, а частично затоплена водами Цимлянского водохранилища.